# Scots nyelv
A scots nyelv az angolhoz közel álló germán nyelvváltozat, mely az óangol nyelv északi (northumbriai) dialektusának a folytatása. Skócia (Egyesült Királyság) lakosságának (főként a Skót-alföld az ún. Lowlands területén) többnyire ez az anyanyelve. Nem tévesztendő össze a skót gael nyelvvel, amely az írrel együtt a kelta nyelvek gael csoportját alkotja, valamint a skóciai angol nyelvvel, ami a skóciai anyanyelv-oktatás standardja.
A scotsot elsősorban eltérő szókincse, kiejtése és helyesírása különbözteti meg a „standard” brit angoltól. Jelentős eltérést mutat továbbá a következőkben:
- a személyes névmások eltérő kiejtése és helyesírása (például angol 'I' = 'A', 'you' = 'ye' stb.),
- a sajátos igeragozási rendszer (múlt időben a legtöbb ige a standard '-ed' helyett '-t'-t vesz fel, egyes számú alakok használhatóak többes számban, és fordítva),
- a segédigék kiterjedt és halmozott használata (például 'I will can…' stb.),
- a tagadószók eltérő használata ('not' = 'no', 'nae', '-na') is.

## Szövegminta
Skóciai angol: Wikipaedia wants you! We are biggin an encyclopaedia thegither an a wiki community. Ye can chynge auld airticles an mak new anes on Wikipaedia richt nou. If ye haena aareadies daen it, ye micht wad like ti mak an accoont.
Brit angol: Wikipedia wants you! We are building an encyclopedia together in the Wiki Community. You can change old articles and make new ones on Wikipedia right now. If you have not already done it, you might want to make an account.